# 吉村操
吉村 操（よしむら みさお、1905年 - 1945年3月10日）は、日本の映画監督、脚本家である。「マキノ東京派」のひとりとして本名高松 操（たかまつ みさお）名で監督デビュー、河合映画移籍後に仕事上「吉村」姓に改名、ひきつづき大都映画でも映画を量産した。本名岡本（おかもと、旧姓高松）姓。

## 来歴・人物

### 20歳の映画監督
1905年（明治38年）、のちにタカマツ・アズマプロダクションを創立する映画プロデューサー、高松豊次郎の三男として生まれる。当時、高松は台湾と日本を往復しており、出生地は不明である。姉・雪の婿は映画監督・映画理論家の山根幹人、長兄は同社吾嬬撮影所長だった高松幹一、次兄は撮影技師の小谷三郎。ひとり娘はのちに脚本家となる岡本育子、兄・幹一の娘は、のちに沢島忠の妻となるスクリプターの高松冨久子であった。
関東大震災後、20歳になる1925年（大正14年）9月11日、高松プロダクション「吾嬬撮影所」の第1回作品『義憤の血煙』が東京「有楽座」で公開されたが、同作を監督してデビューする。同作は新国劇の座付作者行友李風の原作、まだ「室町次郎」だったころの脇役俳優大河内伝次郎が脚本を書いて、大河内を初めて主演に抜擢している。カメラは次兄・小谷三郎だった。ひきつづき、山根のプロデュースにより近藤伊与吉主演作『噫飯束巡査部長』を監督、同年12月31日に浅草「大東京」、「マキノ・プロダクション御室撮影所」の正月作品として公開されている。翌日である1926年（大正15年）1月1日には、高松操監督の『クロスワード』が「マキノ・プロダクション東京撮影所」（つまりタカマツの吾嬬撮影所）の正月作品として公開されている。藤川三之助と、近藤の妻・三島洋子の主演作で、いわゆる「マキノ東京派」の主流をなしていく。
マキノは1926年2月11日公開の近藤の監督・脚本・主演作『名士』をもって、高松と組んだ東京作戦から撤退してゆくが、タカマツプロは、マキノ流の自主配給を標榜し、製作をつづける。高松操は1927年（昭和2年）前半までの間に、同プロダクションで8本の映画を監督する。同年タカマツプロは解散する。

### 河合・大都での量産
1930年（昭和5年）、操は河合映画製作社に入社、その第1作として『特急恋愛』を監督、同年2月21日に公開される。「高松操」名義で5本を撮るのに平行して、同年3月30日に公開された『巨漢』を皮切りに「吉村操」名義でも5本を撮り、同年11月14日公開の『村で三日目の恋物語』から「吉村操」名義に一本化する。以降、1933年（昭和8年）の河合の大都への改組までのわずか3年で66本の映画を監督している。この時点でまだ28歳であった。
大都への改組後、操は現代劇部長に就任する。またこのころ、岡本芳子と結婚、高松姓を離れ、戸籍上「岡本」姓となり、仕事上は「吉村」姓をつづけた。大都映画では104本を監督し、1941年（昭和16年）に大都を退社、皇国映画に移籍する。小崎政房原作、御荘金吾脚本の藤間林太郎主演作『子供ごゝろ』など2本のトーキーを監督した。その後、当時の国策映画会社「華北電影股份有限公司」に入社、中国語映画を撮る。1944年（昭和19年）10月帰国、大都映画らが戦時統合で結成した大映に入社、東京企画部に在籍した。
1945年（昭和20年）3月10日、東京大空襲により、浅草区田町2丁目16（現在の台東区浅草5丁目）の自宅で、吉村は死去した。推定39歳没。

## 関連事項
- マキノ・プロダクション （牧野省三）
- タカマツ・アズマプロダクション

高松ファミリー　高松豊次郎、山根幹人、高松幹一、小谷三郎、高松富久子、沢島忠、岡本育子
- 河合映画 - 大都映画 （河合徳三郎）
- 華北電影

## 註
1. 1 2 3 4  『日本映画監督全集』（キネマ旬報社、1976年）の「吉村操」の項（p.453-454）を参照。同項執筆は岸松雄。
2. ↑  『日本映画監督全集』（キネマ旬報社、1976年）の「山根幹人」の項（p.429-430）を参照。同項執筆は田中純一郎。
3. 1 2  『沢島忠全仕事 - ボンゆっくり落ちやいね』（沢島忠、ワイズ出版、2001年 ISBN 4898300960）の記述（p.133-136, p.180, p.372, p.375）を参照。『日本映画監督全集』の吉村の項には夫婦ともに空襲で死去したように記述されているが、沢島本（p.372）によれば育子の母、つまり吉村の妻・芳子の「喜寿」が1989年（平成元年）8月5日に祝われている。本項では罹災時には吉村のみの死去とした。